# 揚げバター

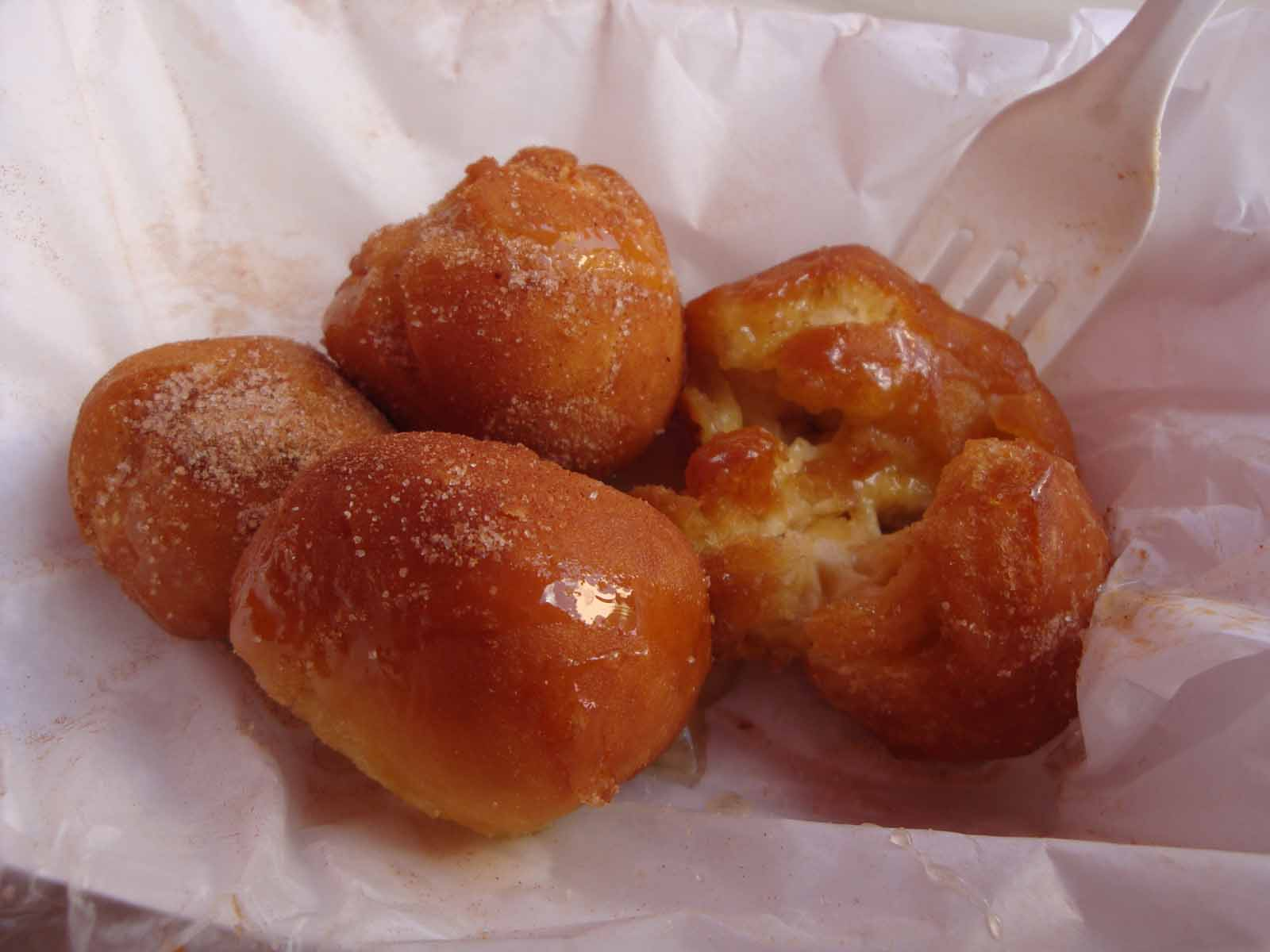
揚げバター（2009年のステイト・フェア・オブ・テキサスにて）

揚げバター（あげバター、英: Deep-fried butter）とは、揚げ衣またはパン粉で包まれたバターを揚げたスナックフードである。この料理はアメリカ合衆国の一部の物産フェア、それらの中でも特にテキサス州ダラスで開催されるテキサス州産業物産フェアおよびアイオワ州デモインのアイオワ州産業物産フェアで販売されたことがある。バタフライと呼ぶ人もいる。

## 歴史

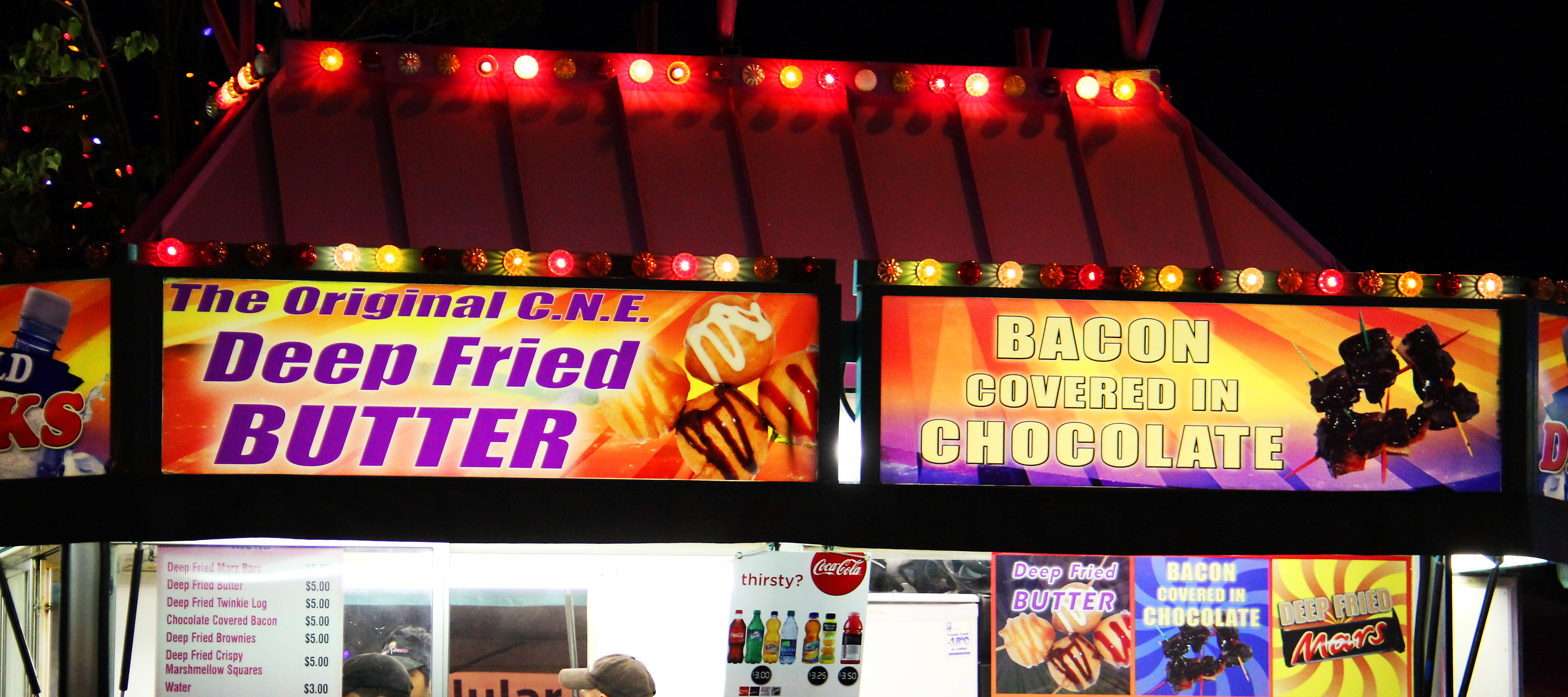
Food signage for deep-fried butter and other foods at the Canadian National Exhibition in Toronto

テキサス州ダラスのアーベル・ゴンザレス・ジュニアが開発し、2009年のテキサス州物産フェアで提供した。これは冷凍し揚げ衣を付けたバターを使用したもので、その年の「最もクリエイティブな食品賞」を受賞した。
アイオワ州産業物産フェアに出たバージョンは、冷凍バターに蜂蜜とシナモンで味を付けた揚げ衣を付け、狐色に揚げたあと、糖衣をかけたものであった。アイオワ州のものはボール状で串に刺さっていた。
揚げバターはテキサス州産業物産フェアでも出品されており、これは串に刺さっており、プレーン、チェリー味、ブドウ味、ガーリック味で販売された。
テキサス州ダラスのフェアでは4万食が売れた。
2011年のカリフォルニア州コスタメサのオレンジカウンティフェアでは、揚げバターはチョコレート・ベーコンとセットになっており、「冠状動脈コンボ（coronary combo）」という名前が付いていた。ABCニュースはこのセットメニューの価格設定を比較し、「10ドル50セントは心臓外科医に通う健康プランの共同支払の金額に匹敵する」と述べた。

## 特徴

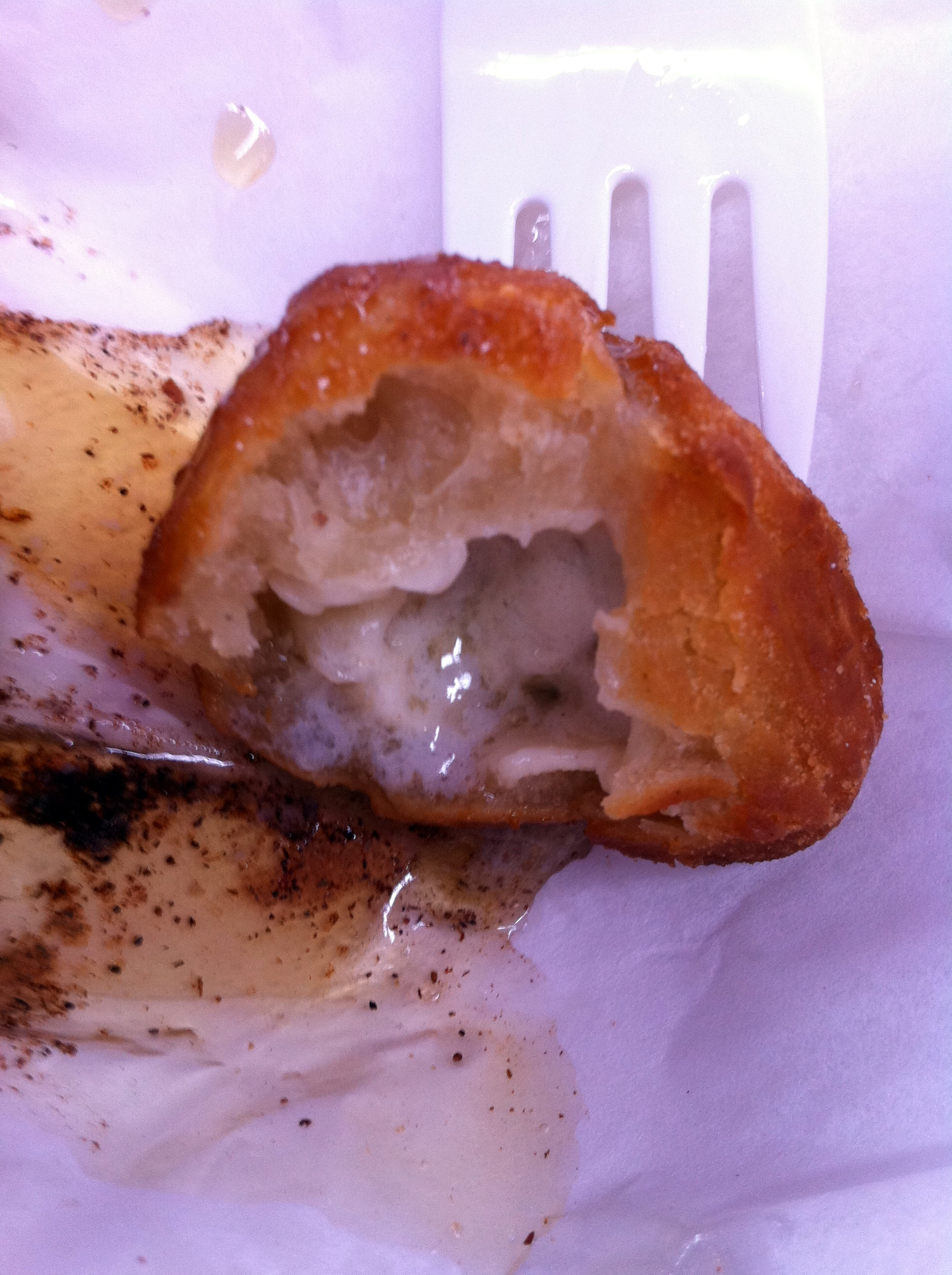
揚げバターの断面（2010年のステイト・フェア・オブ・テキサスにて）

揚げバターの味は、フレンチトーストの味と比較され、「いまだかつてない濃厚なバター味のパン」のようであるとされてきた。バターは調理の際にほとんど溶けて衣に混じり合うと言われる。ホイップバターを使ってもよく、この場合は通常のバターを使うよりも濃厚さが少なくなる。
食べると、衣の内側で溶けたままのバターがドクドクと流れだし、顔や指にかかることがある。
ABCニュースはこの食品を「血管を詰まらせるスナック」と描写した。
衣、揚げ油、および糖衣を含まない状態で、揚げバター1本分のバター（2オンス）はおよそ400キロカロリーある。
この料理は「不健康なアメリカ料理」の好例となり、ロサンゼルス・タイムズ紙は「地上で想像しうるものの中でおそらく最悪の料理」と評した。
アメリカ合衆国では著名なシェフであるポーラ・ディーンが揚げバターボールのレシピを出版した。このレシピではクリームチーズとバターを混ぜて凍らせたものを、衣をつけ、再び凍らせてから揚げる。このレシピでは加熱時間は短く、わずか10から15秒であり、その結果調理後は「薄い金色」となる。
この料理はあまりに悪名高くなったので、アメリカ合衆国の政治家たちが揚げバターに関するコメントを述べている。サラ・ペイリンはフェアに行ったらぜひ試してみたいと述べている。
レストラン評論家アントニー・ブールダンは、世界で最も奇妙な料理であるとし、揚げバターの出現は共産主義者の陰謀だと述べた。